# Giampiero Pinzi
Giampiero Pinzi (Roma, 11 marzo 1981) è un ex calciatore italiano, di ruolo centrocampista.

## Biografia
È padre di Riccardo, calciatore professionista.

## Caratteristiche tecniche
Era un centrocampista centrale schierabile sia davanti alla difesa sia dietro i due attaccanti.
Elemento facile ai cartellini, condivide con Daniele Conti il singolare primato di calciatore più ammonito (140) nella storia della Serie A; è invece primatista assoluto per quanto concerne le espulsioni per somma di ammonizioni (9).

## Carriera

### Giocatore

#### Club

Pinzi agli esordi con l'Udinese nel precampionato 2000-2001

Nato nel quartiere romano di Centocelle, è cresciuto nelle giovanili dell'Almas Roma per poi passare alla Lazio. Dal 1998 è nel giro della prima squadra, ma con i biancocelesti esordisce solamente il 2 novembre 1999 allo Stadio Dinamo nella vittoriosa trasferta di Champions League Dinamo Kiev-Lazio 0-1. Nella stessa stagione vince lo scudetto, senza disputare alcuna partita, e la Coppa Italia (3 presenze).
Nel 2000 è stato acquistato in compartecipazione dall'Udinese nell'ambito dell'affare Giannichedda-Fiore proprio con la Lazio, ed è subito riuscito a ritagliarsi un posto da titolare. Nella squadra friulana era divenuto capitano nella stagione 2006-2007, dopo la partenza di quello che era stato il capitano storico dei friulani, Valerio Bertotto. Nella stagione 2007-2008 colleziona solo poche presenze per colpa di alcuni infortuni.
Il 21 agosto 2008 passa al Chievo in prestito con diritto di riscatto della metà. Il 17 luglio 2009 viene riconfermato il prestito ai civensi. Non avendo esercitato il diritto di riscatto, dopo due anni nella squadra di Verona torna all'Udinese.
Nella stagione 2010-2011 compone con Inler e Asamoah il trio di centrocampo. Segna il suo primo gol nella seconda esperienza friulana il 1º maggio 2011 in Fiorentina-Udinese della 35ª giornata con una semirovesciata (5-2 il punteggio finale per i viola). Il mediano romano realizza 2 reti nel campionato seguente, entrambe in occasione di un pareggio per 2-2: contro la "sua" ex Lazio all'Olimpico alla 16ª giornata e contro il Napoli al Friuli alla 28ª. Anche nella stagione 2012-2013 colpisce contro il Napoli, nella sconfitta per 2-1 dell'Udinese al San Paolo; realizza inoltre due reti a San Siro, prima contro il Milan per il momentaneo pareggio (1-2), poi all'ultima giornata a 45 secondi dal fischio d'avvio, ponendo le basi per la larga vittoria friulana contro l'Inter (5-2).
Lascia l'Udinese al termine della stagione 2014-2015: terzo giocatore più presente nella storia del club friulano, dietro ai soli Valerio Bertotto e al primatista Antonio Di Natale, Pinzi rimane tra le più fulgide bandiere bianconere. Il 31 agosto 2015 viene acquistato dal Chievo, club nel quale aveva già militato tra il 2008 e il 2010.
L'11 agosto 2016 scende in Serie B firmando con il Brescia. Il 25 ottobre seguente realizza la rete decisiva per la vittoria in rimonta 2-1 delle Rondinelle nella partita interna giocata contro il L.R. Vicenza. In tutto gioca 31 partite segnando appunto un gol. Nel settembre 2017 entra a far parte del centrocampo del Padova con cui al termine della stagione conquista la promozione in B. L'8 gennaio 2019, dopo 35 presenze totali, rescinde il contratto; poche settimane dopo annuncia la sua intenzione di lasciare il calcio giocato.

#### Nazionale
Ha fatto parte della Nazionale italiana Under 21 in occasione della vittoria dell'Europeo 2004 di categoria segnando un gol al Portogallo in semifinale. Alle olimpiadi dello stesso anno ha contribuito alla medaglia di bronzo degli Azzurrini con un gol alla partita d'esordio contro il Ghana Under-20. Ha esordito anche nella nazionale maggiore, il 30 marzo 2005 nell'amichevole di Padova contro l'Islanda.

### Dopo il ritiro
Appesi gli scarpini al chiodo, nel maggio del 2019 diventa assistente tecnico di Igor Tudor all'Udinese, restando anche nelle seguenti due stagioni agli ordini di Luca Gotti. Dal dicembre del 2021 è il vice di Gabriele Cioffi, che segue poi al Verona nella stagione seguente. Frattanto, nel settembre del 2023 inizia il corso UEFA Pro a Coverciano. Il 22 aprile 2024 torna all'Udinese in qualità di collaboratore tecnico, nello staff di Fabio Cannavaro.

## Statistiche

### Presenze e reti nei club
Statistiche aggiornate al 26 dicembre 2018.
| Stagione        | Squadra         | Campionato      | Campionato | Campionato | Coppe nazionali | Coppe nazionali | Coppe nazionali | Coppe continentali | Coppe continentali | Coppe continentali | Altre coppe | Altre coppe | Altre coppe | Totale | Totale |
| Stagione        | Squadra         | Comp            | Pres       | Reti       | Comp            | Pres            | Reti            | Comp               | Pres               | Reti               | Comp        | Pres        | Reti        | Pres   | Reti   |
| --------------- | --------------- | --------------- | ---------- | ---------- | --------------- | --------------- | --------------- | ------------------ | ------------------ | ------------------ | ----------- | ----------- | ----------- | ------ | ------ |
| 1998-1999       | Lazio           | A               | 0          | 0          | CI              | 0               | 0               | CdC                | 0                  | 0                  | SI          | 0           | 0           | 0      | 0      |
| 1999-2000       | Lazio           | A               | 0          | 0          | CI              | 3               | 0               | UCL                | 1                  | 0                  | -           | -           | -           | 4      | 0      |
| Totale Lazio    | Totale Lazio    | Totale Lazio    | 0          | 0          |                 | 3               | 0               |                    | 1                  | 0                  |             | -           | -           | 4      | 0      |
| 2000-2001       | Udinese         | A               | 10         | 0          | CI              | 3               | 0               | CU                 | 3                  | 0                  | -           | -           | -           | 16     | 0      |
| 2001-2002       | Udinese         | A               | 28         | 2          | CI              | 5               | 0               | -                  | -                  | -                  | -           | -           | -           | 33     | 2      |
| 2002-2003       | Udinese         | A               | 29         | 4          | CI              | 0               | 0               | -                  | -                  | -                  | -           | -           | -           | 29     | 4      |
| 2003-2004       | Udinese         | A               | 27         | 2          | CI              | 2               | 0               | CU                 | 2                  | 0                  | -           | -           | -           | 31     | 2      |
| 2004-2005       | Udinese         | A               | 30         | 1          | CI              | 2               | 0               | CU                 | 2                  | 1                  | -           | -           | -           | 34     | 2      |
| 2005-2006       | Udinese         | A               | 13         | 0          | CI              | 1               | 0               | UCL+CU             | 3+0                | 0                  | -           | -           | -           | 17     | 0      |
| 2006-2007       | Udinese         | A               | 32         | 1          | CI              | 3               | 1               | -                  | -                  | -                  | -           | -           | -           | 35     | 2      |
| 2007-2008       | Udinese         | A               | 13         | 0          | CI              | 0               | 0               | -                  | -                  | -                  | -           | -           | -           | 13     | 0      |
| 2008-2009       | Chievo          | A               | 34         | 1          | CI              | 0               | 0               | -                  | -                  | -                  | -           | -           | -           | 34     | 1      |
| 2009-2010       | Chievo          | A               | 32         | 3          | CI              | 3               | 0               | -                  | -                  | -                  | -           | -           | -           | 35     | 3      |
| 2010-2011       | Udinese         | A               | 34         | 1          | CI              | 1               | 0               | -                  | -                  | -                  | -           | -           | -           | 35     | 1      |
| 2011-2012       | Udinese         | A               | 28         | 2          | CI              | 0               | 0               | UCL+UEL            | 2+6                | 0                  | -           | -           | -           | 36     | 2      |
| 2012-2013       | Udinese         | A               | 19         | 3          | CI              | 1               | 0               | UCL+UEL            | 2+3                | 0                  | -           | -           | -           | 25     | 3      |
| 2013-2014       | Udinese         | A               | 23         | 1          | CI              | 4               | 0               | UEL                | 3                  | 0                  | -           | -           | -           | 30     | 1      |
| 2014-2015       | Udinese         | A               | 19         | 1          | CI              | 2               | 0               | -                  | -                  | -                  | -           | -           | -           | 21     | 1      |
| Totale Udinese  | Totale Udinese  | Totale Udinese  | 305        | 18         |                 | 24              | 1               |                    | 26                 | 1                  |             | -           | -           | 355    | 20     |
| 2015-2016       | Chievo          | A               | 18         | 0          | CI              | 0               | 0               | -                  | -                  | -                  | -           | -           | -           | 18     | 0      |
| Totale Chievo   | Totale Chievo   | Totale Chievo   | 84         | 4          |                 | 3               | 0               |                    | -                  | -                  |             | -           | -           | 87     | 4      |
| 2016-2017       | Brescia         | B               | 31         | 1          | CI              | 0               | 0               | -                  | -                  | -                  | -           | -           | -           | 31     | 1      |
| lug.-ago. 2017  | Brescia         | B               | 0          | 0          | CI              | 1               | 0               | -                  | -                  | -                  | -           | -           | -           | 1      | 0      |
| Totale Brescia  | Totale Brescia  | Totale Brescia  | 31         | 1          |                 | 1               | 0               |                    | -                  | -                  |             | -           | -           | 32     | 1      |
| ago. 2017-2018  | Padova          | C               | 29         | 0          | CI+CI-C         | - +0            | 0               | -                  | -                  | -                  | -           | -           | -           | 29     | 0      |
| 2018-gen. 2019  | Padova          | B               | 6          | 0          | CI              | 0               | 0               | -                  | -                  | -                  | -           | -           | -           | 6      | 0      |
| Totale Padova   | Totale Padova   | Totale Padova   | 35         | 0          |                 | 0               | 0               |                    | -                  | -                  |             | -           | -           | 35     | 0      |
| Totale carriera | Totale carriera | Totale carriera | 455        | 23         |                 | 31              | 1               |                    | 27                 | 1                  |             | -           | -           | 513    | 25     |

### Cronologia presenze e reti in nazionale
| Cronologia completa delle presenze e delle reti in nazionale ― Italia | Cronologia completa delle presenze e delle reti in nazionale ― Italia | Cronologia completa delle presenze e delle reti in nazionale ― Italia | Cronologia completa delle presenze e delle reti in nazionale ― Italia | Cronologia completa delle presenze e delle reti in nazionale ― Italia | Cronologia completa delle presenze e delle reti in nazionale ― Italia | Cronologia completa delle presenze e delle reti in nazionale ― Italia | Cronologia completa delle presenze e delle reti in nazionale ― Italia |
| Data                                                                  | Città                                                                 | In casa                                                               | Risultato                                                             | Ospiti                                                                | Competizione                                                          | Reti                                                                  | Note                                                                  |
| --------------------------------------------------------------------- | --------------------------------------------------------------------- | --------------------------------------------------------------------- | --------------------------------------------------------------------- | --------------------------------------------------------------------- | --------------------------------------------------------------------- | --------------------------------------------------------------------- | --------------------------------------------------------------------- |
| 30-3-2005                                                             | Padova                                                                | Italia                                                                | 0 – 0                                                                 | Islanda                                                               | Amichevole                                                            | -                                                                     | 74’                                                                   |
| Totale                                                                |                                                                       | Presenze                                                              | 1                                                                     |                                                                       | Reti                                                                  | 0                                                                     |                                                                       |

## Palmarès

### Club

#### Competizioni giovanili
- Campionato Giovanissimi Nazionali: 1

Lazio: 1993-1994

#### Competizioni nazionali
- Coppa Italia: 1

Lazio: 1999-2000
- Serie C: 1

Padova: 2017-2018 (girone B)
- Supercoppa di Serie C: 1

Padova: 2018

#### Competizioni internazionali
- Coppa Intertoto UEFA: 1

Udinese: 2000

### Nazionale
- Campionato d'Europa Under-21: 1

Germania 2004
- Bronzo olimpico: 1

Atene 2004